# エリコン GDF
エリコン GDF（英語: Oerlikon GDF）またはエリコン 35mm連装砲はエリコン・コントラヴェス（2009年にラインメタル傘下に入ってラインメタル・エア・ディフェンスと改称）が製造した牽引式対空砲。このシステムは、当初は2 ZLA/353 MLと命名されていたが、後にGDF-001に変更された。1950年代後半に開発され、約30か国で使用されている。

## 設計と開発
このシステムは、35×228mm NATO標準砲弾を発射する2門の機関砲を使用している。当初は353 MKと命名されていたが、現在はKDシリーズと呼ばれている。同様のKDシリーズの35mm砲はレオパルト1をもとにしたゲパルト自走対空砲や74式戦車をもとにした87式自走高射機関砲、マークスマン自走式対空砲（SPAAG）で使用されている。このシステムは、1970年代後半にスカイガード・システムに更新された、砲から離れて設置されるスーパーフレーダーマウス射撃管制レーダーと組み合わせて使用することもできる。このシステムは、高度な照準システムを介して直接、またはレーダーで目標を捕捉して自動的に照準を合わる。初期のモデルは、発射可能な砲弾を112発装填し、さらに再装填用として126発がシャシーに積載されていた。自動再装填機能を備えた後期モデルは、合計280発を搭載している。通常の交戦バーストでは28発が発射される。
1980年には、改良された照準器と、砲外のデジタル制御システムによる誘導機能を備えたアップグレードモデルのGDF-002が製造された。数年後、システムの3番目のバージョンであるGDF-003が製造された。これは、GDF-002とほぼ同様だが、自己潤滑式武器や統合保護カバーなどの機能強化がいくつか含まれていた。
自走式のコンセプトモデルであるGDF-001「エスコーター35」が作られた。
1985年にレーザー測距計とデジタル制御システムを統合した「ガンキング」3次元制御照準器を搭載した、さらなるアップグレードモデルであるGDF-005が導入された。GDF-005では自動弾薬処理システムも導入され、2名の再装填手が不要となり、1名での運用が可能となった。
通常は5トン6輪トラックで運搬される。

### KDシリーズ

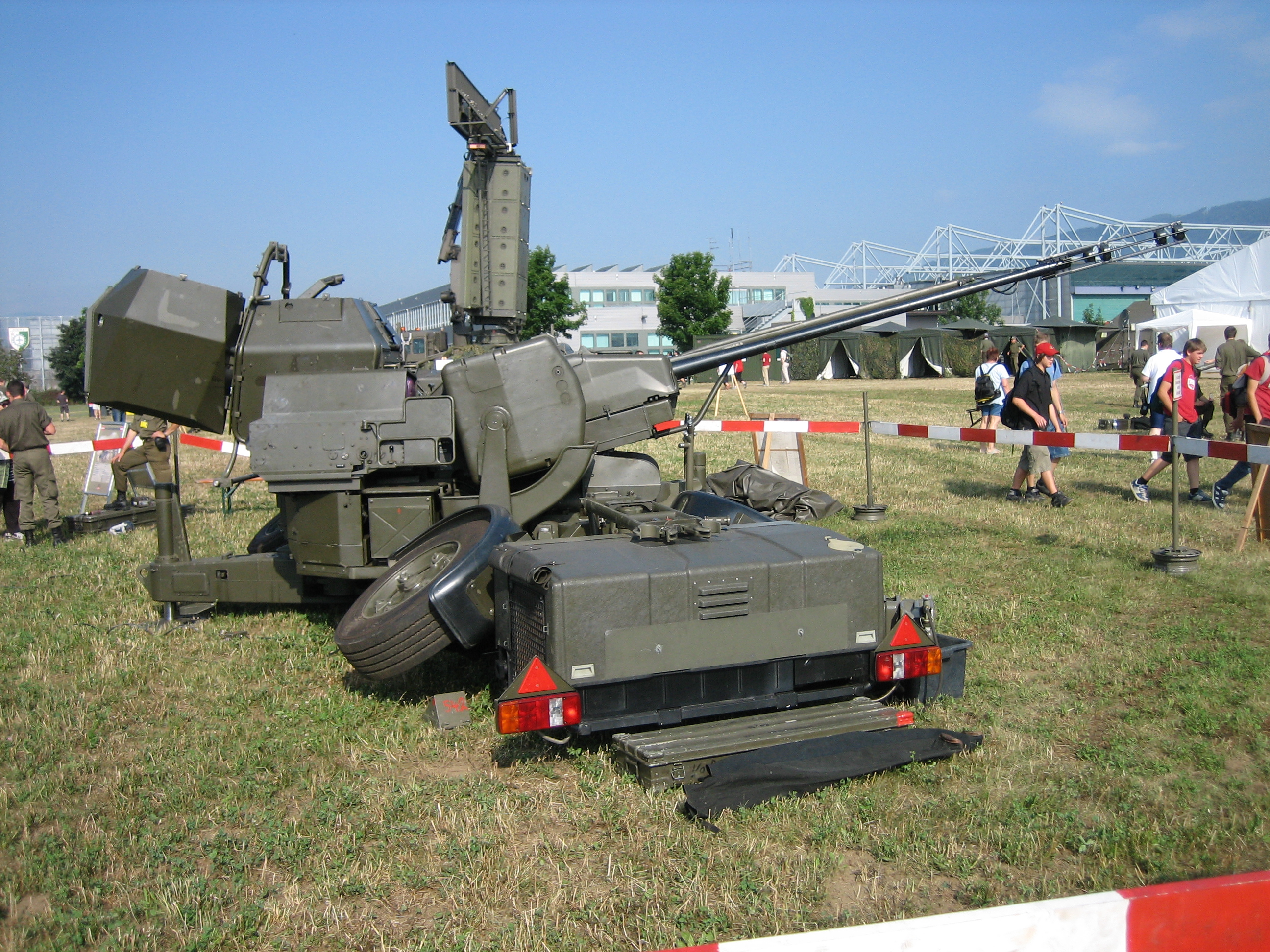
オーストリアのGDF-005砲システム（FIAK85）。それぞれの砲身に方向初速測定装置が取り付けられている

KDシリーズの開発は、エリコンが35mmが対空砲に最適な口径であると計算した直後の1952年頃に開始された。KDシリーズは、戦後の20mm KAA 204 Gkを改良した設計だった。いくつかの設計が開発され、その中にはアメリカ海軍によって試験されたMk 352と呼ばれる水冷の設計も含まれていた。
最終的な設計はMk 323で、ベルト給弾型のKDAと、7発の弾丸を装填するリンクレス型のKDCの2種類が開発された。どちらの設計もガス圧作動方式で、プロップロック式のロック システムを備えている。

### スーパーフレーダーマウス
スーパーフレーダーマウス射撃管制システムは、当時は別会社だったコントラヴェスによって設計および製造がなされた。

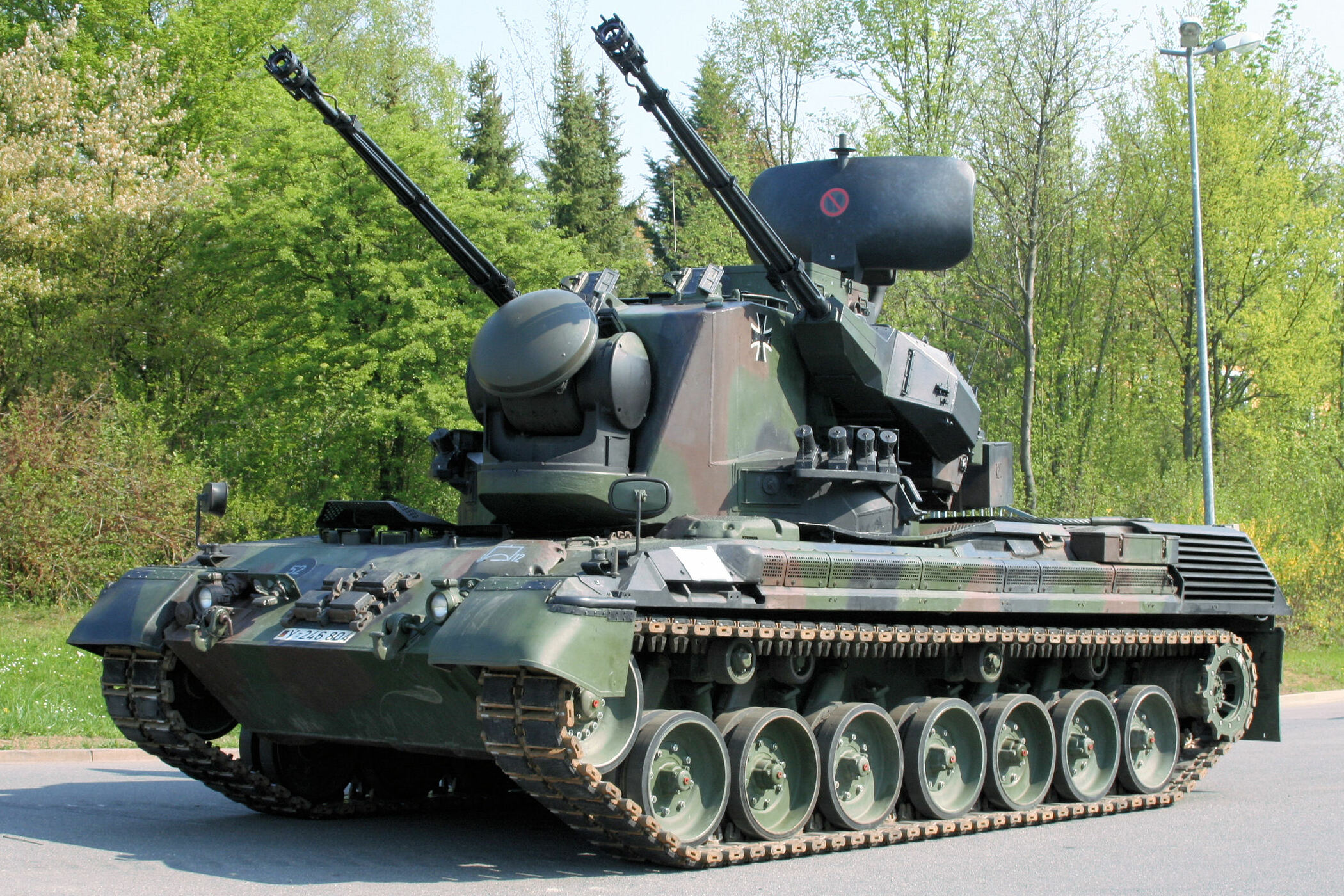
ドイツ陸軍のゲパルト SPAAG

このシステムは、約15kmの範囲をカバーするE/Fバンドのパルス・ドップラー捕捉レーダーと、やはり約15kmの範囲をカバーするJバンド（10-20GHz）を使用するパルス・ドップラー追尾レーダーを搭載して4輪の牽引トレーラーで構成されている。このシステムは、ゲパルト SPAAGでも使用されている。

### スカイガード
スカイガードは、1960年代にスイス空軍のスーパーフレーダーマウスを置き換えるために導入された射撃統制システム。このシステムはエリコン＝ビュールレ（現在のラインメタル・エア・ディフェンス）によって製造された。1975年、1995年、2010年にシステムがアップデートされた。最大有効レンジ4,000メートルの低中高度（3,000メートルまで）の全天候防空システムとなっている。
スカイガード射撃統制システムは、空中監視、目標捕捉、微分動作値の計算、および 35mm連装砲の制御を行う。牽引トレーラーの屋根には、パルス・ドップラー捜索レーダー、パルス・ドップラー追尾レーダー、同軸テレビカメラが搭載されている。スカイガードは4名で操作される。レーダーは、アンテナ設置用の油圧システムを使用して迅速に展開される。トレーラーには2名の乗組員と小型発電機が収容されている。
標準的な射撃ユニットは、1基のスカイガード射撃統制レーダーと2基の35mm連装砲プラットフォームで構成される。GDFのマウント部とレーダーシステムをベースにしたオプションのSAMモジュールを組み込むこともできるが、砲の代わりに4連装ミサイルキャニスターが使用されることになる。これにはAIM-7 スパロー、RIM-7 シースパローないしアスピーデを使用することができる。
スカイガード・レーダー・システムはドイツ空軍で低空戦闘領域での索敵に使用されていた。台湾では、システムにスカイセンチネル・レーダー、1基の35mmエリコン連装砲およびAIM-7 スパローミサイル発射器が含まれている。ギリシャ軍ではRIM-7Mを使用するスカイガード・システムはVELOSとして知られている。スペイン軍のトレドはアスピーデ発射器を搭載したスカイガード・システムで、射撃統制装置はナバンティアのスカイドールに置き換えられている。

## 戦歴

### 1982年
このシステムはフォークランド紛争においてアルゼンチン軍に幅広く使用された。スカイガード・レーダー・システムは第601防空砲兵群で使用され、スーパー・フレダーマウスはアルゼンチン空軍第1航空群で使用された。スカイガードは1982年5月4日にグースグリーンでシーハリアー（XZ450）を撃墜することに成功した。この結果、戦術が転換され、イギリス軍の航空機は主に兵器システムの射程範囲外で運用されるようになった。イギリス空軍のハリアー（XZ988）1機がこれらの対空砲によって5月27日にグースグリーンで撃墜された。また、このシステムはグースグリーンの戦いの最中にイギリス陸軍空挺部隊に対して直接射撃モードで使用され、戦死2名、負傷11名の損害を与えて2個中隊の前進を阻んだ。
この紛争中、この砲が2件の致命的な友軍誤射に関わった。1件目は1982年5月1日に第601防空砲兵群の砲台がスタンリーに緊急着陸しようとしていたアルゼンチン空軍のミラージュIIIに35mm砲弾での3点バースト射撃を行ったが、この機体はすでに町に沿って配置されていたアルゼンチン海軍のイスパノ・スイザ HS-831 30mm機関砲の標的となっていた。航空機は飛行場の北で炎上しながら墜落し、パイロットが死亡した。もう1件の友軍誤射による撃墜は、A-4 スカイホークが飛行禁止空域を誤って飛行して撃墜され、パイロットが死亡するというものだった。アルゼンチン空軍は本件はパイロットの航法ミスが原因であると認めた。
スカイガードのレーダーは、5月31日から6月3日にかけてのブラック・バック作戦中にイギリス空軍の標的となった。1基のスカイガード・レーダーがシュライク・ミサイルによる攻撃の破片で破壊され、その結果、4名のオペレーターが死亡した。
別のハリアー（XW919）が6月12日にサッパー・ヒル上空で35mm砲弾の破片に当たったとみられ、深刻な損傷を受けた。その後、この機体は飛行不能を宣言された。
アルゼンチン軍が降伏する数時間前に、ワイアレスリッジで、イギリス軍に対する直接射撃任務が遂行された。オペレーターによって無力化されたのち、砲はイギリス軍に押収された。15門の砲と、5基のスカイガードユニットが「スカイガード作戦」で鹵獲され、イギリスに輸送された。15門のGDF-002 AA砲はリンカンシャーのファルディングワースにあるBMARCによって新品同様の状態に改修された。4基のスカイガードはドイツのラインメタル/エリコンによって改修できる程度に良好な状態だったが、5基目は鹵獲前のオペレーターによる損傷がひどく、改修は経済的に引き合わなかった。12門の砲と4基のスカイガード・レーダーがイギリス軍に編入され、イギリス空軍ワディントン基地に拠点を置く第2729飛行隊と、第2890飛行隊の王立補助飛行（RAuxAF）連隊で構成されるイギリス空軍連隊1339航空団の予備航空団によって運用され、さらに2基の新しいスカイガードユニットがメーカーから調達された。RAuxAF連隊はこれらの砲とレーダーを約10年間使用したが、防衛予算の削減と、弾薬及び交換用砲身のコスト上昇によって非常に人気があり信頼性が高いこのシステムの運用は停止を余儀なくされた。砲のうちの1門はイギリス空軍連隊遺産センターに展示されており、スカイガード・レーダー・システムはイギリス空軍によってイギリス本土での低空飛行を監視するために現在も使用されている。

## 事故

### 2007年10月12日
北ケープ州ロハトラの南アフリカ国防軍（SANDF）兵学校での訓練中に、このシステムによって9名が死亡し、14名が負傷した。一列に並べた8門の砲を安全ポールや綱で固定して低い仰角で砲身を最大旋回させた状態で手動で地上射撃を行い、戦車の残骸で交戦訓練を行っていた。射撃中に右端の砲が弾詰まりを起こし、技術者が修理する必要が生じた。再び射撃できる状態になった直後に砲が誤作動し、自動モードに入って旋回制限のための安全機構を突破して射撃を開始し、射撃線に沿った他の砲を撃った。最初の報告では、この故障は弾倉内の爆発性の35mm砲弾が原因不明の遅発を起こし、砲塔が制御不能に360度回転し、残りの弾薬を使い果たすまで乱射したことが原因であると示唆された。しかし、南アフリカのモシウオア・レコタ国防大臣が出した声明では、砲は原因不明に左に90度旋回して安全機構を突破し、1⁄8秒間だけバースト連射を行い、砲の右側にいた兵士全員を撃ったと述べられている。
2008年1月に南アフリカ国防軍が発表した事故報告書では、「対空砲の製造業者が秘密にしていたとされる、検知されなかった機械的な故障」が原因であるとしている。報告書では、マッチ棒ほどの大きさのスプリングピンが折れたために砲が故障したとしている。他の情報源は、南アフリカ国防軍の訓練と安全手順が不十分だったとしている。

## 弾薬

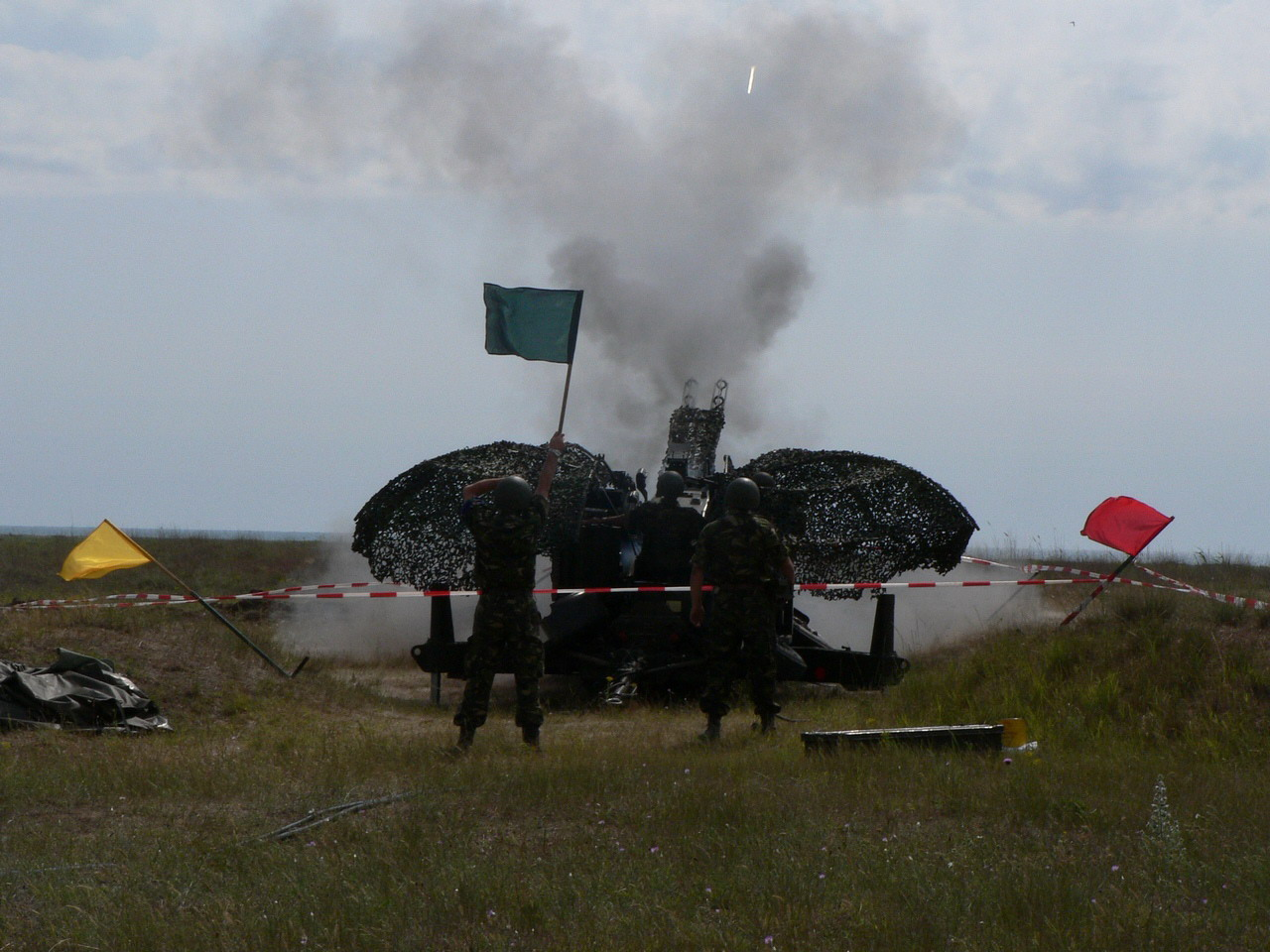
TP弾を発射するルーマニア兵

| NATO識別記号 | HE-T/HEI-T             | HE/HEI                 | HEI(BF)                | SAPHEI/SAPHEI-T        | APDS/FAPDS             | TP-T/TP                | AHEAD                  | ATOM 35mm              |
| ------------ | ---------------------- | ---------------------- | ---------------------- | ---------------------- | ---------------------- | ---------------------- | ---------------------- | ---------------------- |
| 弾体重量     | 535 g (18.9 oz)        | 550 g (19 oz)          | 550 g (19 oz)          | 550 g (19 oz)          | 375 g (13.2 oz)        | 550 g (19 oz)          | 750 g (26 oz)          | n/a                    |
| 炸薬重量     | 98 g (3.5 oz)          | 112 g (4.0 oz)         | 70 g (2.5 oz)          | 22 g (0.78 oz)         | n/a                    | n/a                    | n/a                    | n/a                    |
| 発射薬重量   | 330 g (12 oz)          | 330 g (12 oz)          | 330 g (12 oz)          | 330 g (12 oz)          | 330 g (12 oz)          | 330 g (12 oz)          | 330 g (12 oz)          | n/a                    |
| 総重量       | 1,565 g (55.2 oz)      | 1,580 g (56 oz)        | 1,580 g (56 oz)        | 1,552 g (54.7 oz)      | 1,440 g (51 oz)        | 1,580 g (56 oz)        | 1,780 g (63 oz)        | 1,750 g (62 oz)        |
| 砲口初速     | 1,175 m/s (3,850 ft/s) | 1,175 m/s (3,850 ft/s) | 1,175 m/s (3,850 ft/s) | 1,175 m/s (3,850 ft/s) | 1,440 m/s (4,700 ft/s) | 1,175 m/s (3,850 ft/s) | 1,050 m/s (3,400 ft/s) | 1,020 m/s (3,300 ft/s) |

識別記号
- HEI: 焼夷榴弾（英語版）（High Explosive Incendiary）-T—曳光弾
- SAPHEI: 徹甲炸裂焼夷弾（Semi-Armour Piercing High Explosive Incendiary）
- FAPDS: 運動エネルギー弾（Frangible Armour Piercing Discarding Sabot）
- TP: 訓練弾（Target Practice）-T—曳光弾
- AHEAD: 対ミサイル弾、152個のタングステン子弾を放出する
- ATOM 35mm: アセルサン ATOM 35mmはタングステン子弾を放出する空中炸裂弾。主として巡航ミサイルや対艦ミサイル、無人航空機、精密誘導兵器、固定翼機および回転翼機やさまざまな地上標的の破壊を目的に設計されている[26][27][28]。
  - 諸元[26][27]
    - 弾薬全長：387 mm
    - 信管：電子式自己破壊機能付きプログラム可能時限信管
    - 有効射程：4000 m
    - 最大射程：12500 m

ノルウェーのナモ社は、エリコンに加えて、この弾薬の少なくともいくつかの派生型を供給している。ノルウェー製の弾薬は、2022年にウクライナにゲパルト自走対空砲のGDF砲で使用するために供給されたが、互換性がないことが判明して改造が必要となった。

## 派生型
GDF-001 / 2 ZLA/353 MK
XABA照準器
GDF-002
1980年導入。改良されたフェランティ照準器とディジタルデータバス。112発の即応弾を装填し、再装填用に126発を搭載（合計238発）
GDF-003
保護カバーと自動潤滑を追加した小変項版
GDF-005
1985年導入。レーザー測距儀とディジタル射撃統制システムを備えた「ガンキング」3次元コンピューター制御照準器搭載。統合された電源と診断装置。280発の砲弾と自動再装填装置
GDF-006
AHEADシステムでアップグレードされたGDF-001/002/003
GDF-007
AHEADシステムでアップグレードされたGDF-005
GDF-009
2015年5月にイスタンブールで開催された国際防衛産業フェア2015で発表。現在までに外観は大幅に変更されているが、設置方法はシステムの元の一連の派生型の設計を踏襲している。
他の派生型とは異なり、このモデルは内部電源を搭載している。GDF-009モデルは4輪の台車をベースにしており、射撃位置に展開すると3基のスタビライザーによって地面から持ち上げられる。また、最大7°の傾斜角度を補正できる自動水平調整システムも備えている。台車の前部には、銃の電源ユニットとして機能する統合バッテリーが搭載されており、必要に応じて外部電源から充電できる。
AHEAD
GDFシリーズの砲のアップグレード版で、事前に計算された目標前方の地点で爆発し、152個のタングステン製サブ発射体の円錐を目標に送り込む特別な弾体を中心に構築されている。カナダ、パキスタン、ギリシャ、オマーン、スペイン、台湾、チリ (未確認) で使用されている。
MKE GDF-003B
35mm GDFシリーズのトルコ版。このシステムの砲はトルコの企業Mechanical and Chemical Industry Corporationがライセンスを受けて製造した。
MKE/Aselsan GDF-003B Modernized
別のトルコの企業アセルサンによって近代化改修が施されたMKE GDF-003Bシステム。MKE製の35mm砲は、アセルサン製の射撃指揮統制システムと連動している。このシステムはスカイガード・システムと類似している。
射撃指揮統制システムは、アセルサン製の3次元捜索レーダー、射撃統制レーダー、電気光学 (E/O) センサー、その他の電子機器で構成されている’。各兵器システムは、最大1,100発/分（各砲身550発/分）で発射でき、有効射程は4kmとなっている。このアップグレードにより、システムは標的の前方の事前に計算された地点で爆発し、標的に円錐状のタングステン弾を発射するアセルサン「ATOM 35mm」空中炸裂弾を発射できるようになった。また、この砲ではHEIおよびTP-T弾も発射可能である。「ATOM 35mm」空中炸裂弾のコンセプトは固定翼及び回転翼機や巡航ミサイル、空対地ミサイル、無人航空機、その他の精密誘導兵器などの現代の標的に対する砲システムの効率を高めるために考案された。アセルサン射撃指揮統制システムには、35mm砲プラットフォームとともに低高度防空SAMも組み込むことができる。GDF-009と同様に、各砲プラットフォームには統合バッテリーが装備されており、砲の電源ユニットとして機能し、必要に応じて外部電源から充電できる。
KORKUT
アセルサンの設計による、トルコの自走タイプ（SPAAG）。このシステムは、改修されたGDF-003Bおよび水陸両用車のFNSS ACV-30を用いて設計された。このシステムのKDC-02砲はMKEによってライセンス生産された。
各KORKUTシステムは、指揮統制車両1両と兵器プラットフォーム車両3両で構成されている。指揮統制車両には、有効レーダー範囲が70kmの3次元捜索レーダーが搭載されている。各兵器プラットフォーム車両には、密閉式の35mm連装砲、射撃統制レーダー、電気光学（E/O）センサーが搭載されている。
アセルサン GOKDENIZ
KORKUTのCIWSバージョン。このシステムの第一の目的は海面すれすれを飛来する対艦ミサイル、無人航空機およびその他の精密誘導兵器に対抗することと定義されている。
ゲパルト自走対空砲
レオパルト1をベースにした自走タイプ（SPAAG）のシステム。
ITPSV 90 マークスマン
さまざま戦車の車体に搭載可能なマークスマン砲塔をベースにした、このシステムの自走バージョン。生産された唯一のモデルはフィンランド向けのT-55AMシャーシをベースにしたバージョンで、ITPSV 90 マークスマンの7つのシステムが生産された。2010年から予備倉庫に移された後、マークスマン砲塔は電子機器が近代化され、2015年にレオパルド2シャーシに移され、ITPSV レオパルド2 マークスマンが誕生した。
87式自走高射機関砲
このシステムを使用した日本のSPAAG
PZA ロアラ
PT-91をベースにしたポーランドのSPAAG
90式（PG99）
GDF-002の中国でのライセンス生産品。PG99は、拠点防空と沿岸防空に適した牽引式対空砲である。通常、軍事基地、飛行場、トンネル、島、海岸沿いに配備され、海上交通路（SLOC）、港、橋梁、その他の重要な資産を防衛する。
MAA-01
中国製GDF砲を使用したミャンマーの現地生産派生型。90式同等。
CS/SA1
GDF-002の中国でのアップグレード版。SX21906輪駆動トラックに搭載されたPG99（CS/SA1）は、これまで牽引式対空砲としてのみ利用可能だった90式35mm対空砲システムの自走型。
09式自走対空機関砲
90式を用いた自走対空砲。2015年の中国の抗日戦争勝利記念日で初めて公開された。
Samavat
スカイガードおよびスーパー・フレダーマウス射撃統制レーダーを備えた、暗視照準器付きのイランでの派生型
Amoun
スカイガードとスパロー地対空ミサイルのエジプトでの派生型

## 運用国

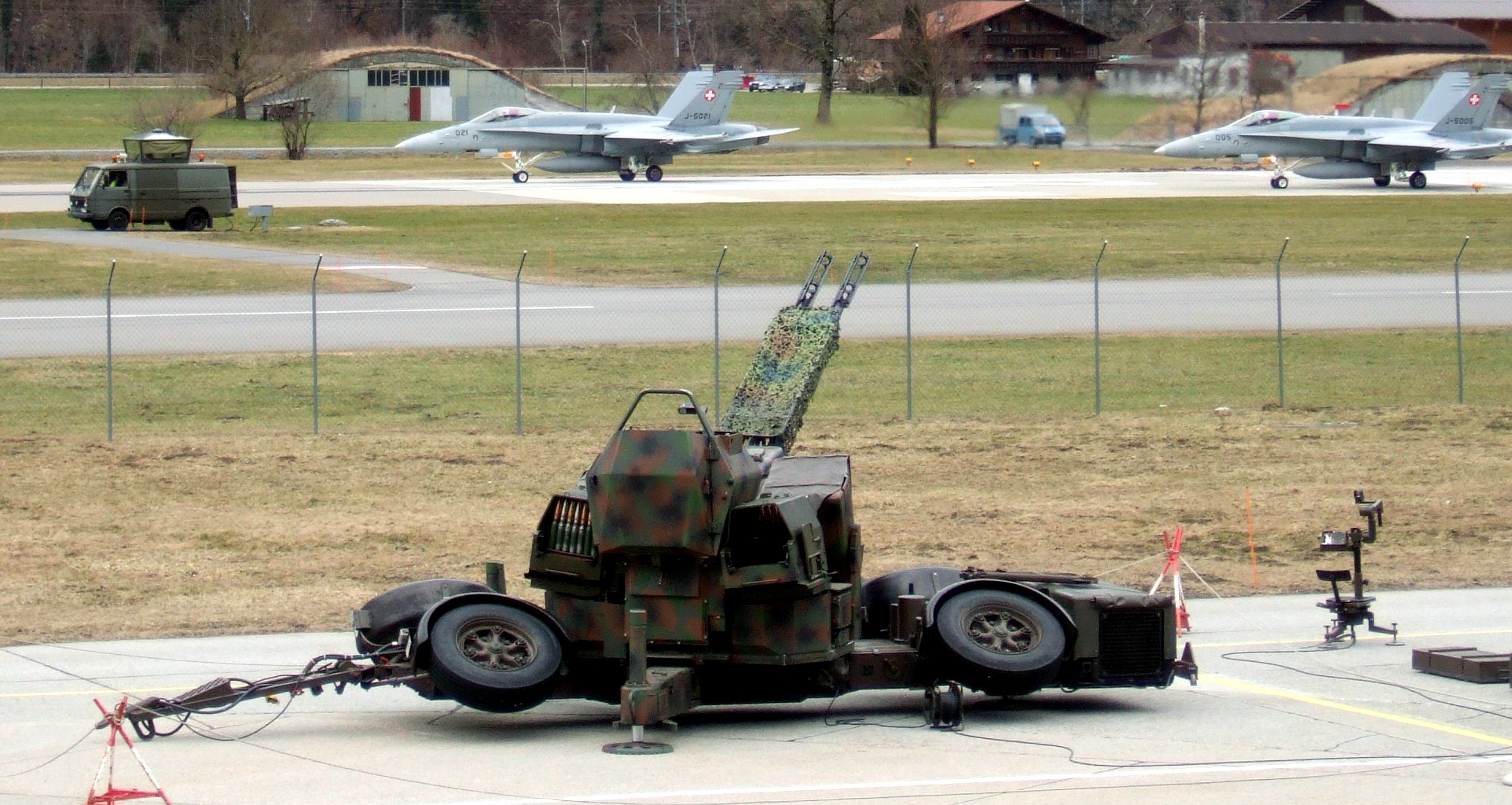
展開したスイスのGDF-005

- アルゼンチン

陸軍が38門のGDF-002がスカイガードともに、空軍が6門のGDF-001がフレダーマウス射撃統制レーダーとともに
- オーストリア

37基のフレダーマウス射撃統制レーダーとともに陸軍が74門のGDF-005を、空軍が18門のGDF-005を
- バーレーン

12門GDF-005をスカイガード射撃統制レーダーとともに
- バングラデシュ

4門から8門のGDF-009がスカイガード3射撃統制システムとともに発注された。2019年、この砲システムがコックスバザールでテストされた。
- ブラジル

38門のGDF-001に改良型スーパー・フレダーマウスとブラジル製スカイガード射撃統制レーダーを搭載。セイバーM60レーダーを搭載予定。
- カメルーン

GDF-002および90式
- カナダ

緊急時に備えてGDF-005ユニット20基とスカイガード射撃統制レーダー10基を在庫
- チリ

スカイガード射撃統制レーダーともに使用される24門のGDF-005/007
- 中国

GDF-002のライセンス生産品である90式400門がスカイガード射撃統制レーダーともに
- コロンビア

予備のGDF-005ユニット75基
- キプロス

2023年時点で、キプロス国家守備隊がスカイガード射撃統制システムと共に24基のGDF-003を保有している。
- エクアドル

GDF-003ユニット30基
- エジプト

スカイガードとスパロー地対空ミサイルが使用されるAmounユニット72基
- フィンランド

16ユニット。35 ITK 88として知られている。
- ドイツ

ゲパルト自走対空砲では4基のスカイガード射撃統制レーダーが低空目標監視に使用されている
- ギリシャ

GDF-002ユニット24基をGDF-006 AHEADにアップグレードし、12基のスカイガード射撃統制レーダーをアップグレードしてスパロー地対空ミサイルとともに使用
- イラン

GDF-002ユニット92基。イランはSamavatと呼ばれる独自のバージョンを製造している。スカイガードおよびスーパー・フレダーマウス射撃統制レーダー共に使用される。
- インドネシア

8門のGDF
- 日本

約70門のGDF-001ユニットが改良型スーパー・フレダーマウス射撃統制レーダーとともに使用された。35mm砲については日本製鋼所との合弁事業で、その他のシステムは三菱電機との合弁事業で製造された。87式自走高射機関砲に52門搭載。
- 韓国

スカイガード射撃統制レーダーと共に使用されるGDF-003ユニット36基
- クウェート

スカイガードおよびスパロー地対空ミサイル共に使用されるGDF-005（Amoun）ユニット12基
- マレーシア

スカイガード射撃統制レーダーと共に使用されるGDF-005ユニット28基
- モロッコ

2024年時点で、モロッコ陸軍が複数のPG-99を保有。
- ミャンマー

国内で製造されたMAA-01（90式）が運用されているが、数は不明
- ナイジェリア

GDF-002ユニット16基
- オマーン

スカイガード射撃統制レーダーともに使用されるAHEAD改修されたGDF-005ユニット10基
- パキスタン

スカイガード射撃統制レーダーともに使用されるGDF-005ユニット推定180基、AHEAD改造ユニット60基
- ルーマニア

43両のゲパルト自走対空砲システムとGDF-003ユニット72基
- サウジアラビア

スカイガード射撃統制レーダーともに使用されるGDF-005改修ユニット128基
- シンガポール

34 GDF-001ユニット34基とGDF-002ユニット24基（合計58基）。射撃統制レーダーは国内でアップグレード。
- 南アフリカ共和国

GDF-002ユニット102基（Mk1 GDF-002ユニット100基が50万ドルで売却された）＋改修済みGDF-005ユニット48基。
2017年までにスカイシールドシステム、GDF-006 AHEADおよびGDF-007 AHEADに標準的にアップグレードされる。およそ169門のエリコン GDF（型番不明）が75基のスーパー・フレダーマウス射撃統制レーダーとともに南アフリカ空軍によって取得された。
- スペイン

2003年から2006年にかけてGDF-005からアップグレードされたGDF-007ユニット92基。スカイドール・レーダー27基およびスカイガード射撃統制レーダー18基。
- スイス

スカイガード射撃統制レーダーで使用される、約24門のGDF-005 改造ユニット（合計 264門のGDF-001/002ユニットから）。
- 台湾

24基のスカイガード「スカイ センチネル」射撃管制レーダーが約50基の GDF-003 35mm連装砲にリンクされている。2009年以降、AHEAD弾を発射できるようにGDF-006 にアップグレードされた。
- タイ

スカイガード3射撃統制レーダー4基とともに使用されるGDF-007ユニット8基
- トルコ

MKEがライセンス生産した35mmエリコン砲。120基のGDF-003ユニット]、トルコ版はMKE GDF-003Bとして知られている。複数の砲システムがGDF-003Bにアップグレードされ、アセルサンのアセルサン射撃指揮制御システムで近代化された。
- ウクライナ

30門をゲパルト自走対空砲に搭載。
- アラブ首長国連邦

GDF-005ユニット30基
- イギリス

フォークランド紛争中に、GDF-002 35mm連装砲15門がスカイガード6基とスーパー・フレーダーマウス射撃統制レーダー1基とともに鹵獲された。現在、これらのスカイガード射撃統制システム4基が、住宅地上空の飛行制限を超える英国軍用機の探知に使用されている。
GDF-002砲は現在、英国内のいくつかの軍事博物館と保管庫に保管されている。

### 書誌情報
- Jane's Land-Based Air Defence 2005–2006, by James C O'Halloran, ISBN 0-7106-2697-5
- RAF Harrier Ground Attack-Falklands, by Jerry Pook,  ISBN 978-1-84415-551-4
- The Machine Gun, Volume V, George M. Chinn
- La Artillería Argentina en Malvinas, by Horacio Rodríguez Mottino. (スペイン語)

- Viktorov В. (1982). ЗРК «Скайгард-Спарроу». 3. М.: «Красная Звезда». pp. 38—40. ISSN 0134-921X
- ed. James C O‘Halloran (2003). Jane’s Land-Based Air Defence 2002—2003. London: Jane's Information Group. p. 408. ISBN 0-7106-2437-9
- The International Institute for Strategic Studies (IISS) (2024) (英語). The Military Balance 2024. Routledge. ISBN 978-1-032-78004-7
- Василин Н. Я., Гуринович А. Л. (2002). Зенитные ракетные комплексы. Мinsk: Попурри. p. 472. ISBN 985-438-681-3